# Copa de Clubes de Asia 1967
La Copa de Clubes de Asia 1967 fue la primera edición de la Liga de Campeones de la AFC. Se disputó entre el 6 de mayo y el 19 de diciembre de 1967. Participaron seis equipos de seis países: Corea del Sur, Hong Kong, Israel, Malasia, Tailandia y Vietnam del Sur. Originalmente, este torneo incorporaba también a los representantes de India e Irán, pero los equipos de estas naciones decidieron retirarse. El ganador de esta edición fue el Hapoel Tel Aviv tras vencer de visita en la final al Selangor FA por 2-1.

## Participantes
- Hapoel Tel Aviv
- Selangor FA
- South China AA
- Bangkok Bank FC
- Vietnam Customs
- Tungsten Mining

Los representantes de la  India e  Irán abandonaron el torneo.

## Cuadro

### Octavos de final
| Fechas          | Local ida   | Local vuelta    | Ida | Vuelta | Resultado global |
| --------------- | ----------- | --------------- | --- | ------ | ---------------- |
| 6-may y 3-jun   | Selangor FA | Vietnam Customs | 0-0 | 2-1    | 2-1              |
| 18-may y 27-may | South China | Bangkok Bank    | 1-0 | 0-2    | 1-2              |

### Cuartos de final
| Fechas          | Local ida   | Local vuelta | Ida | Vuelta | Resultado global |
| --------------- | ----------- | ------------ | --- | ------ | ---------------- |
| 15-jul y 29-jul | Selangor FA | Bangkok Bank | 1-0 | 0-0    | 1-0              |

### Semifinal
| Fechas          | Local ida       | Local vuelta | Ida | Vuelta | Resultado global |
| --------------- | --------------- | ------------ | --- | ------ | ---------------- |
| 16-sep y 21-oct | Tungsten Mining | Selangor FA  | 0-0 | 0-1    | 0-1              |

### Final
| Fechas | Local           | Visita      | Resultado |
| ------ | --------------- | ----------- | --------- |
| 19-dic | Hapoel Tel Aviv | Selangor FA | 2-1       |

### Campeón
| Israel                    |
| Hapoel Tel Aviv 1º título |